# James Northcote
James Northcote RA (1746 – 1831) fou un pintor anglès.

## Vida i obra
Northcote va néixer a Plymouth i va ser aprenent del seu pare, Samuel Northcote, un rellotger. Durant el seu temps lliure, dibuixava i pintava. El 1769 va deixar la feina del seu pare i es va establir com a pintor de retrats. Quatre anys més tard es va traslladar a Londres i va ser admès com a alumne a l'estudi i la casa de Sir Joshua Reynolds. Alhora, va assistir a les escoles de la Reial Acadèmia.

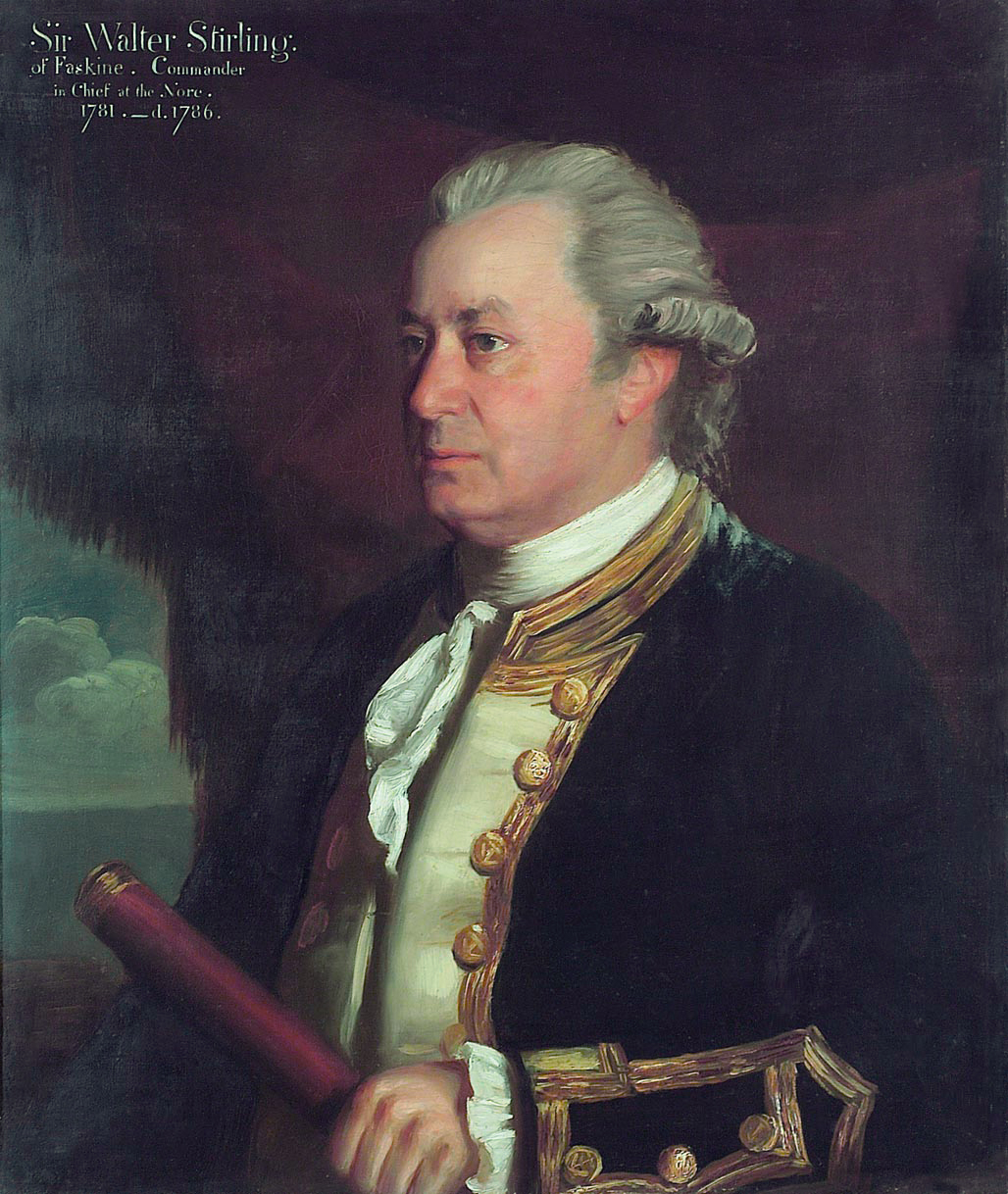
Una pintura de Walter Stirling per James Northcote

El 1775 va abandonar l'estudi de Reynolds i uns dos anys més tard, després d'haver fet alguns diners pintant retrats a Devon, se'n va anar a estudiar a Itàlia. Al seu retorn a Anglaterra, tres anys més tard, va tornar a visitar el seu comtat natal i després es va instal·lar a Londres, on John Opie i Henry Fuseli van ser rivals seus. Va ser escollit associat de l'Acadèmia el 1786, i acadèmic a la primavera següent. Els joves prínceps assassinats a la Torre, la seva primera obra important sobre un tema històric, data de 1786 i va ser seguida per l'Enterrament dels Prínceps a la Torre. Les dues pintures, juntament amb set més, es van destinar a la Shakespeare Gallery de Boydell.La seva Mort de Wat Tyler va ser exhibida el 1787; encarregada per un regidor de Londres, va ser exposada al Guildhall fins a la seva destrucció durant la Segona Guerra Mundial
Poc després, Northcote va començar un conjunt de deu temes, titulats "La noia modesta i l'excés", que van ser completades i gravades el 1796. Entre les produccions dels últims anys de Northcote són el Sant Enterrament i l'Oració a l'Hort, a més de molts retrats i diversos temes animals, com Lleopards, Gos i Garsa, i Lleó; aquests van tenir més èxit que els intents de l'artista en temes més elevats, com s'ha indicat per l'observació càustica de Fuseli a examinar l'Àngel oposant-se a Balaam - "Northcote, vostè és un àngel en un cul, però un cul en un àngel." El nombre d'obres de Northcote és al voltant de 2000 i va fer una fortuna de 40.000 £.
Va ser triat membre de la Reial Acadèmia el 1787. Va patrocinar l'admissió l'any 1829 de Thomas Sewell Robins a les escoles de la Royal Academy.

## Obra literària
Northcote també va veure la fama com a autor i els seus primers assajos van ser contribucions a l'Artista, editat per Prince Hoare. L'any 1813 va encarnar els seus records del seu antic mestre en una Vida de Reynolds. Les seves Faules —la primera sèrie publicada el 1828, el segon títol pòstum el 1833— van ser il·lustrades amb xilografies per Harvey dels propis dissenys de Northcote. En la producció de la seva Vida de Ticià, la seva última obra, publicada el 1830, va ser assistit per William Hazlitt, que prèviament, el 1826, havia donat a conèixer al públic a la New Monhly Magazine els seus reculls de les "converses" picants i cíniques de Northcote, causant alguns problemes al pintor i els seus amics.